# Deltagardemokrati

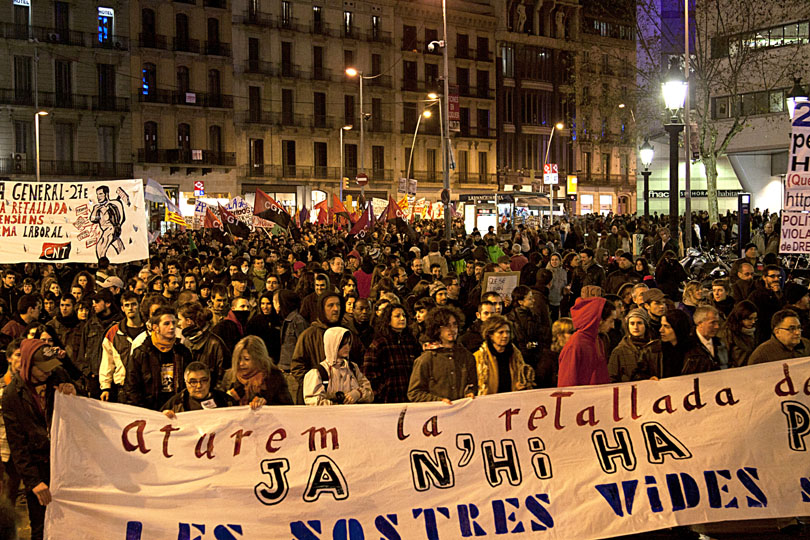
Deltagardemokratin kopplas ofta samman med att väljarna påverkar politiken genom olika sorters demonstrationer. Här exempel från Spanien 2011.

Deltagardemokrati, även deltagandedemokrati, är en demokratimodell som utmärks av att medborgarna är aktiva i politiken på andra sätt än att bara välja sina representanter. Politiken skall enligt denna modell präglas av att medborgarna är aktiva i demokratin. Deltagardemokratin har likheter med direktdemokrati, och beskrivs ibland som "brukardemokrati".

## Centrala idéer
All demokrati kan i någon mån sägas grundad i politiskt deltagande, där miniminivån är någon form av "samtycke" till det politiska systemet (till exempel i form av ett socialt kontrakt). Det ursprungliga "samtycket" förnyas sedan i återkommande val, som i en representativ demokrati.
Vad som ibland beskrivs som demokratins deltagarprincip omfattar både demokratiska värden som direktstyre och i form av medborgarnas aktiva deltagande i politiken. Demokratimodellen har sitt ursprung i en direktdemokratisk tradition, men bör inte generellt förstås som en motsats till den representativa demokratin. Politiskt deltagande och representation förstås i idétraditionen som delvis olika saker. Samtidigt argumenterar förespråkare för deltagardemokrati för att den representativa demokratin eller en valdemokrati inte är tillräckligt för att nå upp till idealet om aktivt politiskt deltagande.
För att fullt ut förverkliga det deltagardemokratiska idealet argumenterar förespråkarna för att man måste se bortom de formella rättigheterna och se till de faktiska politiska praktikerna. När det gäller rösträtt så är det inte tillräckligt att medborgarna har den formella rätten, utan de behöver också utöva den i praktiken för att uppfylla idealet om aktivt deltagande. Dessutom menar deltagardemokratiska tänkare att det offentliga systemet bör erbjuda andra mekanismer för medborgerligt inflytande även när det inte är val till politiska församlingar. Det kan röra direktdemokratiska funktioner som medborgarinitiativ och folkomröstningar, primärval inom partier, ett starkt civilsamhälle som kan anordna aktiviteter och demonstrationer, men det kan också röra sig om mekanismer för politiskt inflytande på lokal och regional nivå.

### Det politiska deltagandets värde
Förespråkare för deltagardemokrati argumenterar dels för att ökat politiskt deltagande är värdefullt i sig för ett samhälle, dels att större deltagande kan ge olika positiva effekter på samhället och för de individer som är med och påverkar.

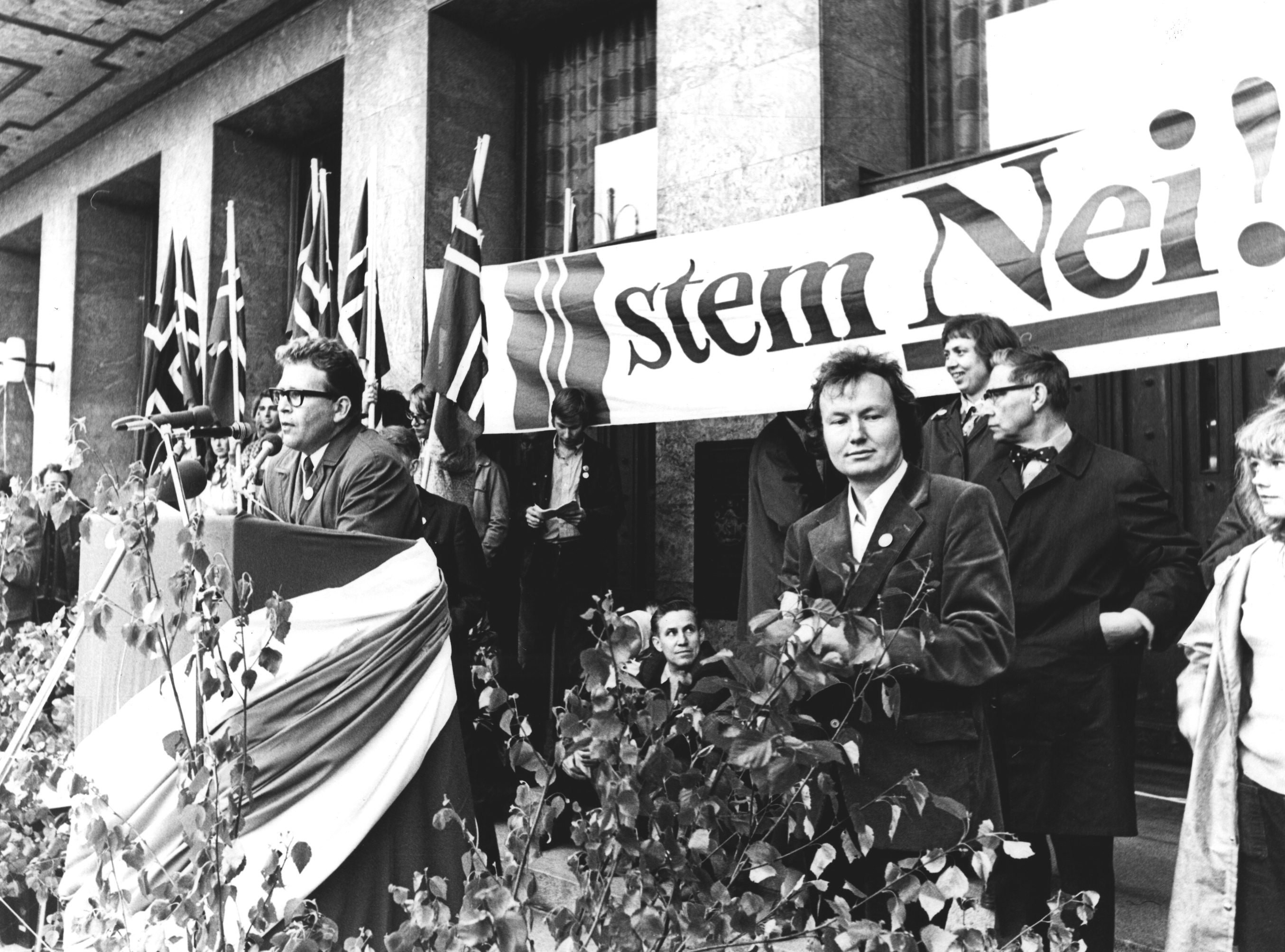
Kampanjmöte inför folkomröstningen 1972 i Norge om landets eventuella anslutning till EEG (idag EU)

De som förordar deltagardemokrati menar att politiskt deltagande i sig är något värdefullt och att det ökar legitimiteten för ett specifikt demokratiskt system om det finns större möjligheter att delta i demokratiska beslutsprocesser för medborgare. Andra menar att politiskt deltagande leder till en sorts politisk utbildning som möjliggör en personlig utveckling i det politiska systemet. De som är positiva till deltagardemokrati menar att individen utvecklar en förståelse för hur enskilda och allmänna intressen hör ihop genom att delta i politiska beslut. Individens utveckling ses samtidigt också som en nödvändig beståndsdel för att deltagardemokrati ska fungera, så att de individer som deltar i besluten ser bortom sina egna intressen och utvecklar en ansvarskänsla för kollektivets eller det allmännas intressen.
Deltagardemokratin anses av förespråkarna generera (skapa) ett antal goda effekter. Att deltagande skapar kvaliteter hos människorna som deltar, men också att deltagande skapar goda effekter för det demokratiska systemet i helhet. Medborgare som aktivt deltar mellan valen antas få ett ökat politiskt självförtroende, en utbredd känsla för det allmännas bästa med mera. Deltagande skall även åtgärda problem med demokratin i dagens samhälle, så som det låga valdeltagandet och det höga missnöjet mot politiska institutioner. Deltagardemokratin är också ett medel för att hitta personer till alla de förtroendeuppdrag som det demokratiska systemet kräver. Även om engagemanget hos medborgarna är lågt tror man att detta kan åtgärda sig själv om väl möjlighet till deltagande ges.[källa behövs]

### Medborgarskap
Förhållandet mellan deltagardemokrati och olika grader av representativ demokrati har förändrats under historiens lopp. I takt med utvecklingen mot att fler har erhållit medborgarskap, argumenterar förespråkare för deltagardemokrati att medborgarskapets innehåll har blivit "tunnare". Det "tunna" medborgarskapet har växt fram tillsammans med den representativa demokratin, där fler visserligen har fått status som medborgare men att varje enskild medborgare har kommit att delta mindre i de politiska besluten.

### Folksuveränitetsprincipen
Benjamin Barber menar att deltagardemokrati och representativ demokrati har skilda och ömsesidigt uteslutande uppfattningar av folksuveränitetsprincipen. Enligt Barber vilar den deltagardemokratiska föreställningen om folksuveränitet på en uppfattning om direkt självstyre av ett självdefinierat folk. Den representativa demokratin menar han bygger snarare på en idé om att folksuveräniteten skulle utövas i ett indirekt styre av en omväxlande politisk elit som väljs av folket, där folket i övrigt huvudsakligen agerar åskådare i lagstiftningsprocessen.

### Brukarinflytande
Brukarinflytande i olika former kan sägas vara en typ av deltagardemokrati eller uttryck för en starkare politisk diskurs om medborgardelaktighet. Ett exempel på brukarinflytande är elevdemokrati.

## Metoder

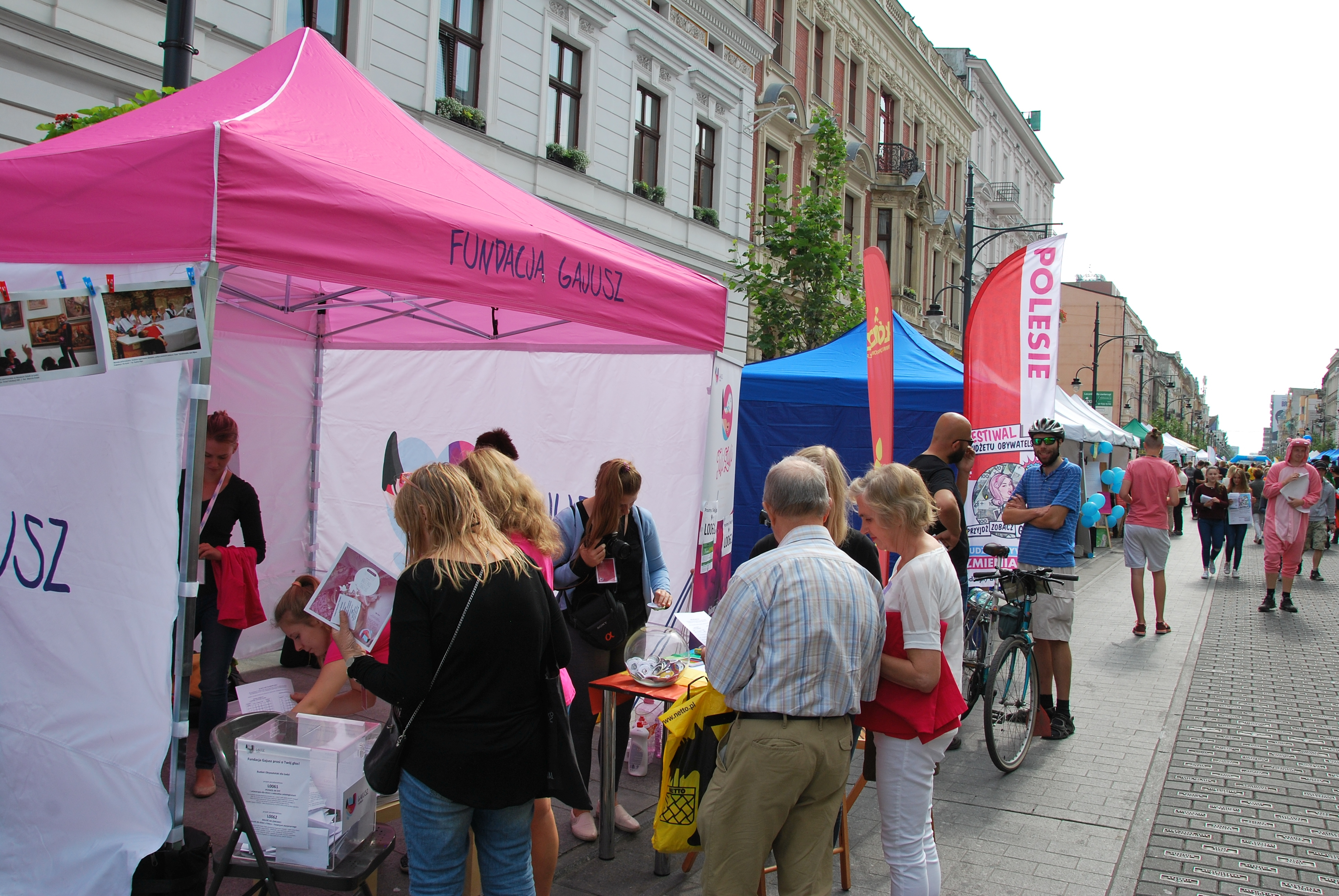
I Łódź, Polen, får medborgarna möjlighet att påverka den lokala budgeten. Här en bild från en medborgarbudgetfestival i september 2016.

Idéer om deltagandets roll i ett demokratiskt system har genererat en rad olika förslag på hur medborgare kan engagera sig i de politiska beslutsprocesserna. Bakgrunden till sådana demokratiska innovationer kan delvis återfinnas i ett missnöje med hur den representativa demokratin fungerar i praktiken, där medborgare kan uppleva sig alienerade från hur det politiska systemet fungerar och uppleva misstro mot folkvalda representanter. Några vanligt förekommande metoder för medborgarinflytande är: folkomröstningar, medborgarförslag, val av offentliga tjänstepersoner, revokation, medborgarbudget, medborgarråd, medborgardialog, grannskapsråd, medborgarplanering, m.fl. För ett aktivt politiskt deltagande förespråkas även ett starkt civilsamhälle som kan driva opinion genom att arrangera evenemang och demonstrationer, samt möjligheter för medborgare att påverka politik på lokal och regional nivå.

## Kritik
Det förekommer också kritik mot deltagardemokratin. Det som främst lyfts fram är problemet med den politiska jämlikheten. I den rena representativa demokratin medverkar medborgaren genom att rösta i val. I detta val gäller "en person – en röst", på detta sätt har också alla medborgare lika mycket makt. Deltagandet i val är i allmänhet mycket högt. Deltagandet vid sidan om valet har ofta en helt annan karaktär. Få människor är med och påverkar och de som väljer att påverka kan göra detta hur många gånger som helst till skillnad från valet där alla bara har en röst. Det finns även en betydelsefull skillnad i kön, socioekonomisk bakgrund, etnicitet med mera, mellan de som väljer att vara med och påverka och de breda folklagren.[källa behövs]

## Historia
Olika varianter av deltagardemokrati eller demokratiska designer med fokus på medborgarnas aktiva politiskt deltagande har funnits sedan den atenska demokratin och kan sägas vara en av demokratins urformer. Den tidiga demokratins tankar om självstyre innebar att medborgarna förväntades delta aktivt i alla politiska aspekter av stadslivet. Tätt återkommande politiska möten, tillsättning av offentliga tjänster genom lottning, folkjuryer och medborgare som beslutade om lagar skapade ett system där medborgarna och regeringen var en och samma grupp.
I det demokratiska tänkandets historia har personer som Jean-Jacques Rousseau, John Stuart Mill och Alexis de Tocqueville lyft fram medborgarnas politiska deltagande som en viktig del av en demokrati. Som begrepp dök deltagardemokrati upp i slutet av 1960-talet och begreppet spreds särskilt efter att den brittiske statsvetaren Carole Pateman publicerade sin bok Participation and Democratic Theory 1970.

## Exempel på partier och rörelser
Det politiska partiet Candidatura d'Unitat Popular (CUP) arbetar för att sprida principen om deltagardemokrati. CUP är en av flera vänsterrörelser i Katalonien (sedan tidigt 1900-tal ett anarko-syndikalistiskt centrum i Spanien) som engagerar sig kring deltagar- och direktdemokrati. Även Protesterna i Spanien 2011, Arabiska våren och den franska Majrevolten har kopplats samman med samma politiska koncept.